# University of Tennessee Health Science Center
L'Università del Tennessee Health Science Center (UTHSC) è un'università di medicina pubblica situata a Memphis nel Tennessee.
Comprende i college delle professioni sanitarie, odontoiatria, scienze della salute (graduate), medicina, infermieristica e farmacia. Dal 1911, l'Università del Tennessee Health Science Center ha formato quasi 57.000 professionisti sanitari. Nel 2010, U.S. News & World Report ha classificato il College of Pharmacy al 17º posto tra le scuole di farmacia statunitensi.
I programmi di formazione medica per laureati (graduate programs) si trovano a Chattanooga, Knoxville e Nashville; i centri di medicina familiare a Jackson, Knoxville e Memphis; le cliniche odontoiatriche a Bristol, Jackson e Union City, nonché programmi di istruzione pubblica e continua in tutto lo stato. L'Health Science Center fa parte del sistema universitario multi-campus dell'Università del Tennessee.
L'Health Science Center dell'Università del Tennessee gestisce anche il Plough Center for Sterile Drug Delivery Systems, che ha celebrato il suo 53º anniversario nel 2016. Il centro educa sulla preparazione dei prodotti sterili, sviluppa una base per i la somministrazione parentale di farmaci e fornisce servizi all'industria farmaceutica e ai privati. Quattro volte l'anno presso la struttura viene inoltre offerta una formazione pratica sul trattamento asettico.
All'interno di questa università è fondamentale la ricerca, che riceve quasi 100 milioni di dollari in sovvenzioni annuali dal National Institutes of Health e da fondazioni private. Il Translational Science Research Building e il Cancer Research Building ospitano team di ricerca collaborativa per il campus UTHSC.
La scuola è stata segregata per la maggior parte della sua storia. Il primo studente nero, Alvin Crawford, si è laureato nel 1964.

## College e istituti
L'Health Science Center dell'Università del Tennessee comprende sei college.

### College of Dentistry
Fondato nel 1878, il college è la più antica scuola di odontoiatria del sud. Ha più di 7.600 alunni. Si stima che circa il 75% dei dentisti praticanti nel Tennessee siano ex studenti del UTHSC College of Dentistry. Poiché l'Arkansas non ha un programma di laurea in odontoiatria, anche molti dentisti praticanti in Arkansas sono laureati alla UTHSC. Il college offre formazione avanzata in protesi, chirurgia orale, endodonzia, parodontologia, ortodonzia e odontoiatria pediatrica e un programma di due anni in igiene dentale.

### College of Graduate Health Sciences
Fondato nel 1928, il college offre programmi di laurea specialistica in programmi che includono ingegneria biomedica e imaging, scienze dentali (solo master), epidemiologia (solo master), health outcomes and policy research, scienze biomediche (solo master), programma integrato in scienze biomediche (PhD), infermieristica, scienze farmaceutiche, farmacologia (master) e scienze della parola e dell'udito.

### College of Health Professions
Fondato nel 1972, il college conta più di 9.000 laureati. Offre programmi di studio in audiologia e patologie del linguaggio nel campus di Knoxville, e in scienze cliniche di laboratorio, informatica sanitaria e gestione delle informazioni (programma online), terapia occupazionale e fisioterapia nel campus di Memphis. Il college offre apprendimento tradizionale, online e a distanza.

### College of Medicine
Con più di 16.000 ex studenti, 25 dipartimenti nel campus di Memphis, 9 dipartimenti nel campus di Knoxville, 10 dipartimenti nel campus di Chattanooga e 84 programmi di formazione per laurea in medicina, l'UTHSC College of Medicine è la più grande scuola di medicina nello stato del Tennessee . Gli studenti si formano nel campus di Memphis nei primi due anni e poi ruotano tra i tre campus durante la loro formazione clinica. Il College of Medicine forma anche assistenti medici. L'Health Science Center dell'Università del Tennessee è attualmente l'unico programma di Physician Assistant sostenuto dallo stato nello stato del Tennessee.
Il programma in pediatria della UTHSC è affiliato con Le Bonheur Children's Medical Center e gli specializzandi in pediatria, radiologia e altri campi trascorrono del tempo lavorando al St. Jude Children's Research Hospital di Memphis.
Le aree di eccellenza includono il Center for Addiction Sciences, che è stato nominato nel 2016 come il primo centro di eccellenza nella medicina delle dipendenze nel paese dalla Addiction Medicine Foundation, tre centri trauma, un centro ustioni, un istituto di trapianti e un materno-fetale istituto di medicina. Il college gestisce anche la UTHSC College of Medicine Mobile Stroke Unit, la prima unità mobile per l'ictus al mondo con la possibilità di svolgere imaging avanzato tramite TAC, incluso l'imaging angiografico, per il cervello e i vasi sanguigni. Il college ha anche una pratica clinica, University Clinical Health.

### College of Nursing
Ripercorrendo la sua storia si arriva fino al 1898. Di conseguenza l'UTHSC College of Nursing è il più antico college per infermiere dello stato del Tennessee. Offre tre corsi di laurea: BSN, DNP e PhD.
Il college offre anche agli RN la possibilità di ottenere la laurea BSN online. Il college ha più di 5.400 ex alunni e circa 2.000 infermieri praticanti nello stato del Tennessee.

### College of Pharmacy
US News and World Report ha classificato il college come una delle 20 migliori scuole di farmacia del paese nel 2010. È la scuola con i punteggi più alti nello stato del Tennessee. Fondato nel 1898, il college ha sedi a Memphis, Nashville e Knoxville. I diplomi offerti sono il Dottore in Farmacia (PharmD), il Dottore di Ricerca in Scienze Farmaceutiche (PhD), il doppio PharmD / PhD, il doppio PharmD / Master in Informatica sanitaria e la gestione delle informazioni e il doppio PharmD / Master of Business Administration.

### Hamilton Eye Institute
L'Hamilton Eye Institute, con sede a Memphis, è il dipartimento di oftalmologia . È stato inaugurato nel 2004 in un edificio di otto piani donato all'Università del Tennessee dal Baptist Memorial Hospital-Memphis. La campagna per la creazione dell'istituto è stata avviata dal presidente del dipartimento Barrett G. Haik, MD, FACS, e guidata da Robert B. Carter, chief information officer e vicepresidente esecutivo di FedEx Information Services. L'istituto prende il nome dalla famiglia di Ralph S. Hamilton, MD, professore e medico del dipartimento, che ha contribuito con 6 milioni di dollari alla sua costruzione. La missione dell'istituto è fornire trattamenti avanzati per la cura degli occhi, promuovere l'interazione di idee tra i ricercatori e trasferire competenze e conoscenze alla prossima generazione di medici e ricercatori oftalmici.

## Accreditamento
L'Health Science Center è accreditato dalla Commission on Colleges of the Southern Association of Colleges and Schools per l'assegnazione di diplomi di laurea, laurea magistrale e dottorato. Ciascuno dei college o programmi professionali è accreditato dall'agenzia appropriata per la professione o il programma.

## Alumni noti
- Winfield C. Dunn, DDS, classe 1955, governatore del Tennessee 1971-1975
- Christopher Duntsch, neurochirurgo condannato all'ergastolo per aver intenzionalmente fallito 32 interventi chirurgici che hanno ucciso due pazienti e ne hanno paralizzati altri due[7]
- William E. Evans, PharmD, Class of 1975, direttore e CEO del St.Jude Children's Research Hospital dal 2004 al 2014.
- Randy McNally, MPharm, Classe 1969, Luogotenente Governatore del Tennessee dal 2017 a oggi.
- Rhea Seddon, MD, classe 1973, ex astronauta della NASA e ottava donna inserita nella US Astronaut Hall of Fame[8]

## Personale noto
- Samuel Dagogo-Jack, MD, professore di medicina; direttore della Divisione di Endocrinologia, Diabete, Metabolismo e direttore del Centro di ricerca clinica; leader nella ricerca sul diabete; ex presidente dell'American Diabetes Association